# Марси

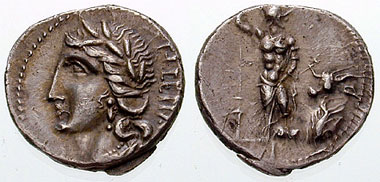
Срібний денарій Марської конфедерації часів Союзницької війни. Надпис «Італія» на оскській мові

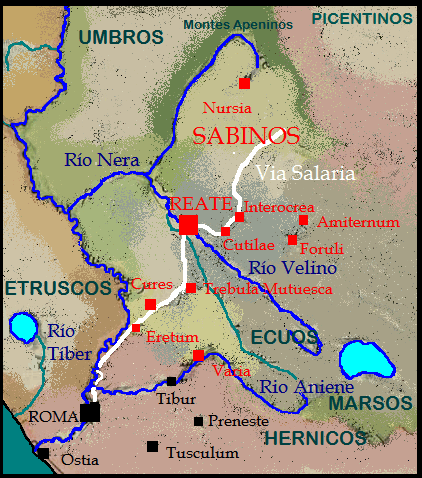

Ма́рси (лат. Marsi) — один з італійських народів. Жили біля Фуціньського озера. Їхня територія межувала з землею племен пелінгів та еквів. Поклонялися зміям і тому їх вважали заклинателями змій. Вони вважаються войовничим народом, довгий час ворогували з римлянами, тому в Самнітських війнах виступали на боці самнітів. Після переходу під владу Риму в IV століття до н. е. і до союзної війни марси були мирними до Риму. Говорили на власному діалекті умбрської мови (італ. Dialetto marso)
Ім'я цього стародавнього народу зберегла назва області в центральній Італії — Марсіка.